# Return of the Obra Dinn
Return of the Obra Dinn (срп. Повратак Обра Дина), поднаслов An Insurance Adventure with Minimal Color (срп. Авантура Осигурања са Минималним Бојама) је логичка видео-игрa коју је направио амерички програмер Лукас Поуп. 
Ово је била друга игра коју је Поуп креирао, након игре Papers, Please из 2013. године. Return of the Obra Dinn је објављена за MacOS и Microsoft Windows у октобру 2018, а годину дана касније објављена је за конзоле Nintendo Switch, PlayStation 4 и Xbox One.
Прича игре почиње у раним годинама 19. века на напуштеном броду Британске источноиндијске компаније чији су сви путници и посада тајанствено нестали или умрли. Задатак играча је сазнати како и зашто. Играч преузима улогу проценитеља штете који покушава да схвати шта се десило на броду користећи комбинацију дедукције и штоперице Memento Mortem, која омогућава кориснику да види тренутак смрти неке особе. Употребом ових алата, играч мора да открије идентитет сваког од шездесет могућих путника, начин њихове смрти, и, ако је то случај, име њиховог убице. Игра се игра из перспективе првог лица и користи једнобитни монохроматички изглед, који је надахнут старим видео-играма на Macintosh-у. 
Return of the Obra Dinn је хваљен због свог занимљивог уметничког стила, начина игре и приче која је испричана ван хронолошког редоследа.
Више различитих часописа и веб-сајтова за видео-игре назвали су игру једном од најбољих видео-игара године када је изашла, укључујући Polygon, The Nerdist и The New Yorker.

## Радња
Касне 1802. године, трговачки брод Обра Дин напушта луке Енглеске са 200 тона робе за трампу и креће ка Оријенту. Шест месеци касније, брод не долази до уговорене тачке састанка на Рту добре наде и проглашен је изгубљеним на мору. На дан 14. октобра 1807. године, брод Обра Дин долази до луке Фалмут ношен од стране воде. Посада брода је мистериозно нестала, а сам брод је у оштећеном стању. Проценитељ штете за лондонску канцеларију Британске источноиндијске компаније, одлази на брод и спрема се да схвати шта се десило са бродом и његовом посадом.
Користећи Мементо Мортем, проценитељ открива секвенцу догађаја који су одвели брод у пропаст.
Обра Дин је почела да плови са посадом од 60 чланова, укључујући два члана Формосанске краљевске породице, који су поседовали ковчег са благом за којег су тврдили да може отерати претње из океана. Трагедија је почела и пре него што је брод запловио, са слепим путником који је био здробљен унутар бурета, и са једним чланом посаде који је преминуо у несрећи са теретом брода. Касније, два члана посаде су умрла од упале плућа. Пар чланова посаде брода су видели потенцијал крађе ковчега од краљевске породице. Када се брод приближио Канарским острвима, они су отели чланове краљевске породице и ковчег са благом користећи чамце на веслање. Док су се они удаљавали од брода, три сирене су напале чамце и убили већину људи унутар њих. Напад сирена је прекинут када је један члан краљевске породице извадио магичну шкољку из ковчега са благом која је омамила сирене, али је убила њега у процесу. Чланови посаде који су преживели напад сирена су се вратили на Обра Дин са сиренама и магичном шкољком. Када су доспели на брод, сирене су убиле још пар чланова посаде, пре него што су биле заточене у лазарету брода. 
Одлучено је да се Обра Дин врати у Енглеску, али на путу до њега, сирене су изазвале велику олују, и из океана су изашла два морска демона који су јахали џиновске паук крабе. Демони су се кретали кроз брод да би дошли до лазарете и ослободили сирене. Ови демони су убили више чланова посаде пре него што су успели да стигну до лазарете, али су на крају оба демона била убијена ватром. Након напада ових демона, брод је напао Кракен, који је убио више чланова посаде укључујући и капетанову жену. Капетан је отрчао до лазарете, да убеди сирене да зауставе овај напад на брод. Он је убио прве две сирене, да би на крају трећа опозвала напад на брод. Преживела сирена и магична шкољка су бачени назад у океан, након што је сирена обећала да ће дозволити броду да се сигурно врати у Енглеску. Преживели путници и чланови посаде су одлучили да напусте брод на преосталом чамцу за веслање и да се запуте ка Африци. Хирург брода, убија мајмуна унутар лазарете да би дозволио проценитељу штете да искористи Мементо Мортем и да види целу причу брода. Једина три преостала члана посаде, одлучују да се побуне против капетана и да од њега украду ковчег са благом као надокнаду за све ствари који су преживели на овом броду. Они у том тренутку не схватају да је капетан бацио ковчег назад у океан и да од њега није остало ништа. Капетан убија људе који су се побунили против њега, а затим поред тела своје жене, извршава самоубиство. Након што од посаде брода није остало ништа, обећање сирене се обистињава и брод долази до Енглеске.
Пар година касније, играч (у улози проценитеља штете) открива причу Обра Дина и сазнаје идентитете и судбине свих путника брода. Када се врати у Енглеску, играч прима пошиљку из Африке, у којој се налази шапа мајмуна који је убијен у лазарети. Користећи Мементо Мортем, играч се враћа у лазарету и тиме завршава причу Обра Дина.

## Начин игре
Return of the Obra Dinn се игра из перспективе првог лица, која омогућава играчу да у целости истражи брод. Играчу је на почетку игре дат бродски дневник, који садржи групни цртеж путника и морнара, листу са именима, занимањима, и националностима путника и морнара, и нацрт брода. Поред дневника, играчу је дат Мементо Мортем који се може искористити када је играч близу леша. Његовим коришћењем, играч може чути неколико секунди пре смрти особе, и тренутак у времену када су умрли. Посматрањем и кретањем кроз околину играч може да пронађе трагове који могу довести до идентификације чланова посаде, спајањем њихове слике са групног цртежа и њиховог имена са листе чланова. 
Уз сваку смрт, бродски дневник аутоматски испуњава неке информације (на пример локација нечијег тела), док је задатак играча тачно спојити име морнара са његовом сликом. Узроци смрти се бирају из каталога и у неким случајевима, више различитих опција се могу рачунати као тачне. Да би се минимализовало нагађање, игра даје играчу до знања да је тачно погодио "судбине" у сетовима од три смрти.

## Развој игре
Током своје каријере Лукас Поуп је заволео једнобитну графику која је коришћена у раним играма на систему Мекинтош и желео је да креира видео-игру у том графичком стилу. Да би ово постигао Поуп је креирао погон који је приказивао (рендеровао) текстуре у игри у овом једнобитном стилу. Поуп је желео да овај једнобитни стил буде разумљив из свих углова, али је на самом почетку налетео на проблеме када је видео да када се игра игра у fullscreen моду, она изазива болест кретања код играча. Он је такође желео да уради ефекат рендеровања који би подсећао на катодних цеви, али је на крају одлучио да то не учини.
Када је графички део игре био сређен, Поуп је кренуо да ради на остатку игре. У почетку, Поуп је замислио да играч умире више пута заредом и онда да буде транспортован један минут раније да покуша да манипулише околином тако да понови догађаје који су довели до те смрти, али се ово показало као превелики технолошки изазов. Ова идеја је касније довела до идеје да Поуп користи такозване "freeze frame" тренутке (кадре залеђене у времену) да прикаже тренутак нечије смрти.
Прича игрице је заузела најдужи део развоја игрице. Поуп је очекивао да ће игра бити готова 2015. године, па је 2014. године објавио тизер трејлер за игру, али се прича игре проширила и датум објављивања игре је померен за октобар 2018. године. Поуп је 2016. године објавио демо игрице у којем су играчи могли да открију судбине шест морнара. Након што су рекације играча биле позитивне, Поуп је проширио причу да садржи више карактера. Поуп је креирао Excel табелу да би приказао како су карактери повезани, и да би осигурао да играчи могу да прате логички след догађаја и трагова. Затим је Поуп исписао сав потребан дијалог и унајмио локалне гласовне глумце који су умели да имитирају акценте који су коришћени у временском периоду радње игре. Један од глумаца био је Никита Ординскиј који је пар година раније са Љиљом Ткач креирао кратак филм базиран на Поуповој првој видео игри - Papers, Please.
Поуп је након тога креирао други демо за PAX Аустралија конвенцију са више карактера и причом која је била ван хронолошког редоследа. За разлику од прошлог пута, играчи су били збуњени и нису знали како да напредују у игри. Да би осигурао да се ово не деси када игра буде изашла, Поуп је поделио причу на десет поглавља да би омогућио играчима да лакше схвате причу игре. Дељење игре на поглавља је одвело Поупа до идеје бродског дневника.
Поуп је рекао у интервјуима да га не занима колико ће пара донети Return of the Obra Dinn пошто и даље зарађује поприлично од његове прошле игре Papers, Please. Return of the Obra Dinn је објављена 17. октобра 2018. године за Microsoft Windows и за macOS од стране јапанске издавачке компаније 3909. Игра је имала свој деби на платформама Nintendo Switch, PS4, и Xbox One, у октобру 2019. године.

## Поглавља
Прича Обра Дина је подељена на 10 различитих поглавља. Та поглавља су:
Loose Cargo (срп. Лабави Терет) - Хронолошки први део приче. У луци Фалмута канап који носи лифт са теретом пуца, и дроби једног члана посаде и једног слепог путника који се сакрио у бурету. Ово поглавље не садржи ниједан нестанак. Loose Cargo је најкраће поглавље у игрици јер садржи само две смрти.
A Bitter Cold (срп. Горка Прехлада) - Непозната болест плућа убија два члана посаде брода. Ово поглавље не садржи ниједан нестанак. Трећи део овог поглавља садржи смрт животиње, а не члана посаде и једно је од два поглавља који то чине (три ако се рачуна смрт слепог путника, четири ако се рачуна смрт крабе коју јаше демон у шестом поглављу).
Murder (срп. Убиство) - Други у команди на броду убија очевица који може засметати његовим плановима и за убиство окривљује једног од чувара Формосанске краљевске породице. Чувар који је оптужен бива осуђен на смрт и стрељан. Ово поглавље не садржи ниједан нестанак.
The Calling (срп. Зов) - Група дезертера и њихових таоца бивају нападнути од стране сирена које покушају да украду мистериозно благо скривено у ковчегу. Ово поглавље садржи два нестанка.
Unholy Captives (срп. Безбожни Заробљеници) - Преживели дезертери одлучују да се врате на брод и са собом на брод доводе три сирене. При доласку на брод, више чланова посаде умире због различитих несрећа. Капетанов стјуард се буни да су ова бића проклета и због тога убијa једног морнара. Ово поглавље не садржи ниједан нестанак.
Soldiers of the Sea (срп. Војници Мора) - Брод је нападнут од стране два морска демона. Ово поглавље је подељено на осам делова, што га чини једним од најдужих у целој игри. Оно такође садржи и једну двојну страницу која описује смрт једног од демона, и столара брода који су убили један другог. Ово поглавље не садржи ниједан нестанак.
Doom (срп. Пропаст) - Кракен напада Обра Дин. Седморо људи нестаје у току овог поглавља. Као и поглавље Soldiers of the Sea, и ово поглавље садржи осам делова, али је знатно дуже ако се у обзир узму судбине људи који су нестали.
Bargain (срп. Погодба) - Капетан и пар чланова посаде покушавају да направе погодбу са сиренама да опозову напад на брод. Ово поглавље постаје доступно тек када играч тачно одреди свих 58 судбина које су у том тренутку доступне. Ово поглавље не садржи ниједан нестанак.
Escape (срп. Бег) - Група путника и морнара одлучује да искористи преостале чамце на веслање и да побегне са брода. За то време унутар брода, пар убистава се дешава због откривене побуне. Четворо људи нестаје у току овог поглавља. 
The End (срп. Крај) - Хронолошки последњи део приче. Капетана нападају остали чланови посаде али бивају убијени. Капетан одузима себи живот. Ово поглавље не садржи ниједан нестанак. Иако је ово последњи део приче хронолошки, ово је први део који је откривен играчу и има сврху увода у начин игре.

## Музика
Музика коришћена у Return of the Obra Dinn је комплетно оригинална и креирана од стране Лукаса Поупа. Претежно је сачињена од звукова класичних инструмената: труба, оргуља, чембала, са повременом употребом "модернијих" инструмената, електричног баса и бубњева. Све траке су креиране у софтверу Logic Pro X23. Звучни запис Return of the Obra Dinn је сачињен од једанаест песама, од којих су десет посвећене поглављима игре (последња трака је искоришћена за завршну шпицу). Ове песме су подељене на два једноминутна дела, који су затим распоређени по смртима унутар поглавља у којим су искоришћене. За звучне ефекте унутар игре, Поуп је користио узорке из звучне библиотеке које је затим мешао користећи Adobe Audition. 

## Митологија
У игри се појављују пар митолошких чудовишта који су базирани на већ постојећим наутичким митовима. Сирене које се појављују у игри имају дугу, црну косу, оштре канџе на рукама, испреплетани реп са шиљцима, и шиљке дуж кичме. Ове сирене такође имају три пара груди. Неке од њих су наоружане копљима. Оне такође поседују способност да лансирају шиљке које се налазе на њиховом репу и да њима убију своје непријатеље. Изгледом сирене више подсећају на јапански јокаи Нингјо, него на оригиналну грчку интерпретацију сирена. Сирене су директно или индиректно изазвале смрт 10 морнара у игри.
Кракен је последње чудовиште које је напало Обра Дин. У игри су му видљиви једино пипци. Кракен је једино чудовиште у целој игри које је именовано. Кракен је директно или индиректно изазвао смрт 16 морнара у игри.
Морски демони (такође познати као јахачи краба) нису базирани ни на једном постојећем наутичком миту, већ су креирани за потребе игре. Јахачи краба су хуманоидни, али су прекривени слојем морске траве/косе која им покрива цело тело. Кроз ову морску траву се виде светлеће очи ових јахача. Они се претежно служе копљима. 
Џиновске крабе изгледом подсећају на јапанске паук крабе. Оне поседују шиљке које се налазе на доњем делу њихових карапаса, које оне могу да лансирају. Морски демони и њихове крабе су директно изазвале смрт седморице морнара у игри.

## Рецензије
Return of the Obra Dinn добио је позитивне рецензије од стране критичара. На веб-сајту Metacritic игра је достигла "скор" од 89/100. Свет Компјутера је дао Return of the Obra Dinn "скор" од 87/100 и рекао је "ово је одлична игра која доказује да Поуп није one-hit wonder".
Неки критичари су упоредили ову игру са видео игром Her Story која је изашла три године раније. Више различитих веб-сајтова су назвали Return of the Obra Dinn игром године када је изашла. Неки од њих су Polygon, GameSpot, USGamer, the Nerdist, the Escapist, и New York Times.
Return of the Obra Dinn је освојио многе награде када је изашао, претежно за уметнички стил и изврсност у причи игре, мада је игра освојила Titanium Awards награду за најбољу независну игру 2018. године.

## Награде
| Година | Награда                       | Категорија                   | Резултат  | Референце |
| ------ | ----------------------------- | ---------------------------- | --------- | --------- |
| 2018   | The Game Awards               | Најбољи уметнички стил       | Добитник  | [ 12 ]    |
| 2019   | NAVGTR Awards                 | Најбоља логичка видео игра   | Добитник  | [ 13 ]    |
| 2019   | Game Developers Choice Awards | Најбоља прича                | Добитник  | [ 14 ]    |
| 2019   | Game Developers Choice Awards | Игра године                  | Добитник  | [ 14 ]    |
| 2019   | BAFTA Game Awards             | Уметничко достигнуће         | Добитник  | [ 15 ]    |
| 2019   | BAFTA Game Awards             | Најбољи дизајн               | Добитник  | [ 15 ]    |
| 2019   | BAFTA Game Awards             | Најбоља игра године          | Номинован | [ 15 ]    |
| 2019   | BAFTA Game Awards             | Иновација у пољу видео игара | Номинован | [ 15 ]    |
| 2019   | BAFTA Game Awards             | Најбоља прича                | Номинован | [ 15 ]    |
| 2019   | BAFTA Game Awards             | Најбоља оригинална својина   | Номинован | [ 15 ]    |

## Повезани чланци
- Papers, Please